# Бучацький замок
Бучацький замок — пам'ятка архітектури всеукраїнського значення, розташований у місті Бучач, Тернопільської області поблизу вулиці Замкової на помітному підвищенні. Охоронний номер: 651. На сьогодні у незадовільному технічному стані, потребує проведення протиаварійних та консерваційних робіт.

## Відомості
На правому березі річки Стрипи в центральній частині старовинного міста розташовані руїни знаменитого Бучацького замку. Свого часу вони були грізним укріпленням, що захищало місто від загарбників. Місце для замку було вибране ідеальне для оборони – скеляста височина, схили якої з трьох сторін круто обриваються біля вод невеликого потоку, що впадає в Стрипу.

Польський дослідник Станіслав Ніцея стверджує, що перший дерев'яний замок у Бучачі був зведений у XII столітті. Дослідники Анна Сильвія Чиж та Бартломей Ґутовський стверджували, що шляхтич Міхал Абданк збудував замок.
Наступна письмова згадка про замок у Бучачі — 1373 рік, коли Бучач належав феодалам Бучацьким. Відомо, що цей форпост було побудовано на місці зруйнованого замку ранішого періоду.

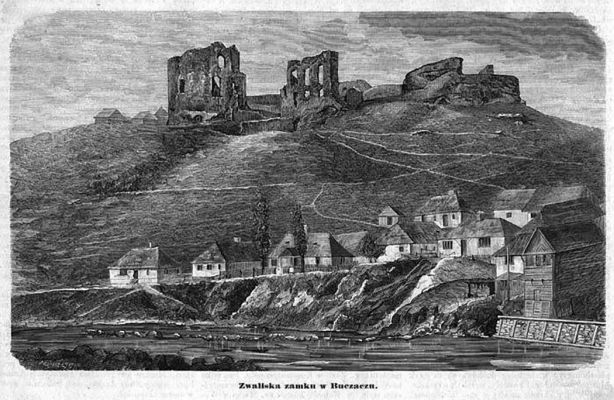
Руїни бучацького замку на поштівці початку XX століття

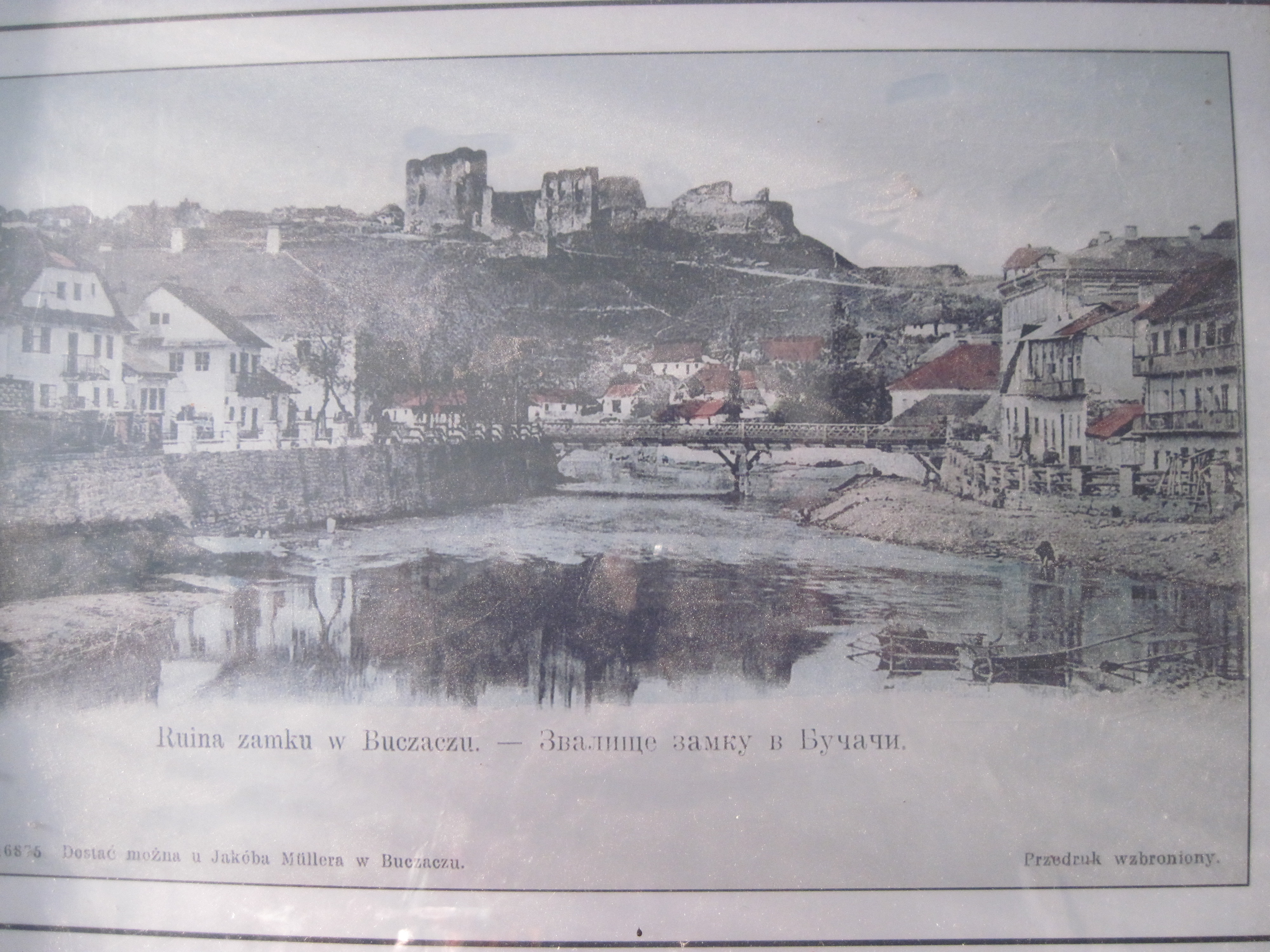

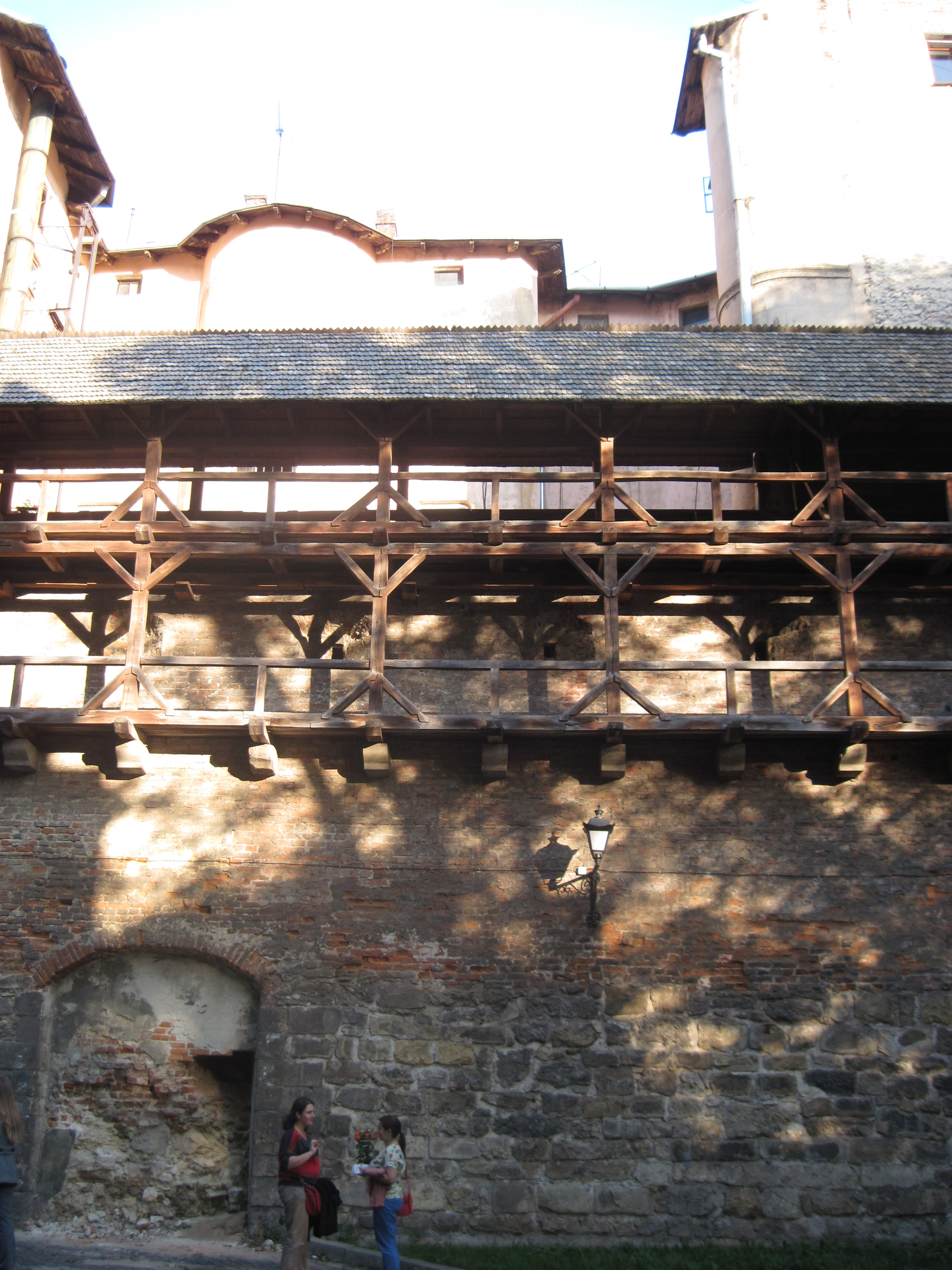
Реконструкція стіни оборонного монастиря бернардинців, Львів

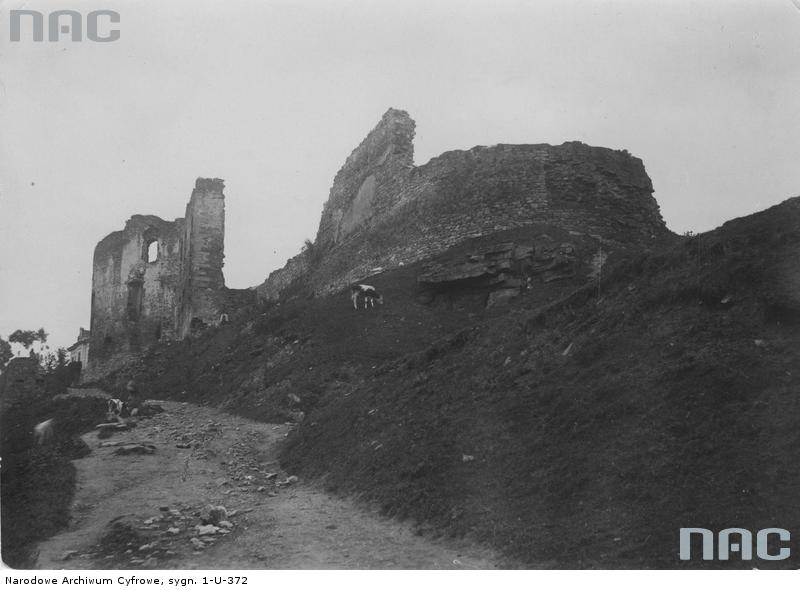

Святослав Гординський стверджував, що початки замку — принаймні з XIV ст., бо цим часом датують знайдені під мурами фрагменти готичних колон та капітелей.
Замок багато разів руйнувався, завжди потім відбудовувався. Особливо часто проходив процес руйнації та відбудови в XVI ст. через часті татарські, рідше турецькі, молдавські напади.
Сучасні руїни — залишки збудованого в середині 16 ст. замку за сприяння тодішніх дідичів — Бучацьких-Творовських гербу Пилява. 1580-і роки — закінчена чергова перебудова фортеці.
Після смерті чоловіка в 1613 році, перед тим — його брата 1612-го — Зофія Замєховська стала власницею замку. На початку 1614 року (січень) керувала обороною замку від нападу Івана-Юрія Радзивілла (при допомозі Станіслава Влодека), який виробив собі право інтромісії на Бучач. Через підкуп залоги замок був швидко здобутий.
На початок 17 століття Бучач був одним із найважливіших замків на Поділлі (тип «antemurale»). Після набуття Бучача у власність (близько 1620 р.) Стефан Потоцький із дружиною Марією Могилянкою сприяли укріпленню замку: було розширено його південну частину, зведено дві великі напівкруглі бастеї зі сходу та заходу (за іншими даними, до південної частини). Завдяки цій перебудові (так зв. «ангульовій») замок став схожим на замки Язловця, Бережан, Теребовлі, Сидорова, які зміцнювались схожим способом. Не можна виключити, що розбудову замку, принаймні, його мешканевої частини, виконували ті самі майстри, що у Золотому Потоці. На це вказує один спосіб спорудження (реконструкції) палаців у замках.
Мури цієї частини укріплень були 4 м завтовшки. На мурах замку з внутрішнього боку збереглись кам'яні опори, які колись використовували для дерев'яних машин для стрільби. Бійниці було пристосовано для ведення перехресного обстрілу, на верхніх ярусах споруджено дерев'яні бойові галереї. Легенди свідчать про численні підземні ходи того часу, що вели від замку. В XVII ст. замок пережив багато штурмів, зокрема, кримських татар, турків, козаків, захищаючи жителів міста (в основному етнічних поляків, євреїв). 1672 р. Бучач взяли в облогу татари та турки під керівництвом Магомета IV. Власника міста в той час не було поблизу, обороною замку керувала його дружина  — Тереза або друга дружина — Урсула з Даниловичів. Дізнавшись, що твердинею управляє жінка, турки і татари, за легендою з наказу султана, зняли облогу.
1676 р. фортецю здобули та зруйнували турки і кримські татари під проводом бейлербея Дамаску Ібраґіма-паші (на прізвисько «Шейтан»); власник (дідич) міста Ян Потоцький швидко відбудував замок, про що свідчить опис 1684 р. або його син Стефан Александер. За часів Миколи Василя Потоцького в башті знаходилися запаси пороху.
Писемні джерела середини XVIII ст. згадують укріплення в Бучачі як вже покинуті та занедбані. Фортеця в Бучачі за Австро-Угорщини занепала. В XIX ст. розібрано частину оборонних мурів, каміння продане як будівельний матеріал. Власниками замку до осені 1939 р. були дідичі міста — Потоцькі, останнім — граф Артур Потоцький.
Наприкінці XIX ст. за сприяння доктора медицини Едварда Кшижановского було проведено розкопки на замку. Зокрема, були викопані куля вагою 200 кг, 2 — по 50 фунтів, 2 — по 15 фунтів (останні були вмуровані в зовнішню стіну костелу Внебовзяття Пресвятої Діви Марії з надписом: «З нападів татарських».
Одним з дослідників замку був Александер Чоловський-Сас.
У 1930-х роках дідич Артур граф Потоцький (1893—1974, президент (голова) Ради Бучацького повіту) залучав археологів, простих міщан до розкопок замкових підземель, нічого особливо цінного не знайшов.

## Опис замку

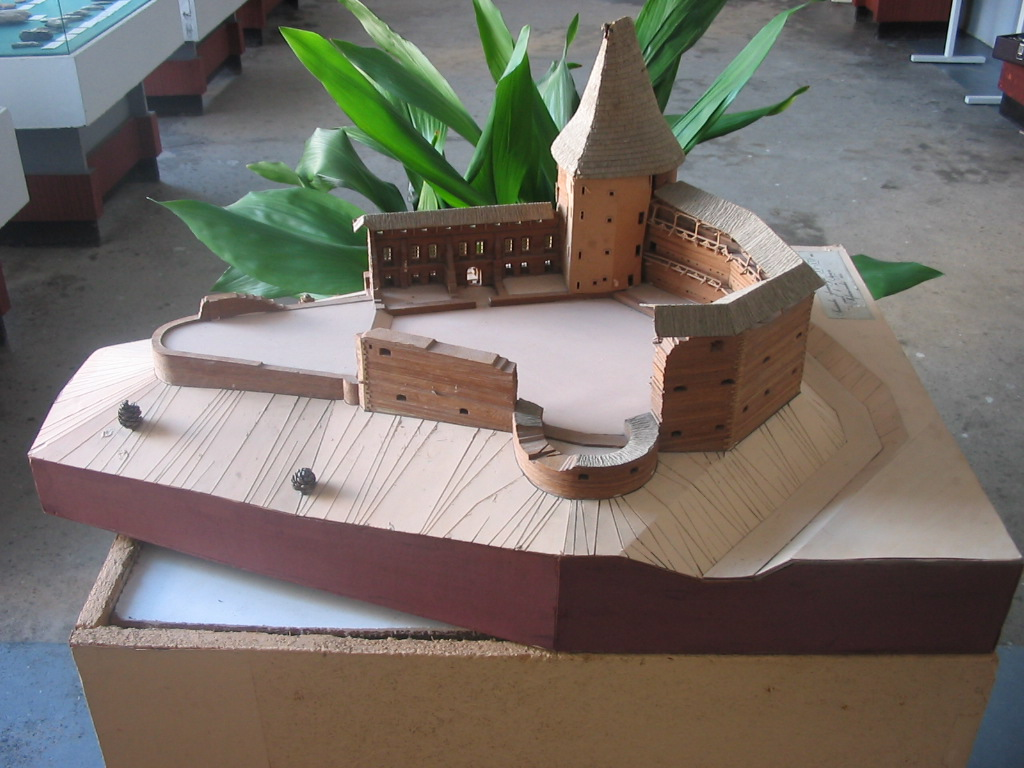
Макет замку в Бучацькому краєзнавчому музею

|  | замок представляв тяжку будівлю середньовічного типу |

Замок — бастейної системи. На сьогодні з часів XIV—XV ст. в замку залишилися знайдені в розкопках готичні фрагменти архітектури, можливо, церковної. Решту збережених стін і башт датують XVI ст. Стіни (до 3,5 м товщиною) мають три яруси обходів з бійницями для вогнепальної зброї. На 2015 рік, в наріжниках місцями збереглись тесані (квадрові) камені.
Найміцніша півкругла стіна з двома бастеями по боках виходить (в основному) в бік південної частини міста, на вулицю Замкову; найстаріша, північна частина фортеці, що лежить на трикутному мисі над Стрипою, зведена з червоного та світлого пісковику з вапном, виходить до центральної частини міста. Дослідники вважають, що ця стіна збереглася з останньої чверті XIV ст., на що вказують товсті і колись досить високі оборонні мури.
На території фортеці також був палац в стилі ренесансу, можливо, збудований на місці давнішої житлової споруди, залишки стін якої з'єднані із збереженими двома ярусами східної вежі замку. До палацу вела в'їзна брама на першому поверсі та підйомний міст, перекинутий через рів. Палац прикрашали галереї з аркадами. Посеред двору був фонтан.
1684 р. під час походу війська Речі Посполитої на Поділля в його таборі (обозі) перебував придворний короля Яна III Собеського француз Далейрак, який зробив опис тодішнього замку:
|  | …збудований з каменю на кілька високих поверхів і з дуже грубими й сильними мурами над містом, на вершку стрімкої гори. Замкове подвір'я, прикрашене низкою ґанків і багатьма іншими архітектурними чуднотами, містить прегарний водограй, з якого випливає джерельна надзвичайно прохолодна й чиста вода… |

Бучацький замок був настільки невразливий, що його не змогло захопити навіть козацьке військо. Свої позиції фортеця здала тільки турецькій армії в 1672 році. Потоцькі доклали всіх зусиль, щоб відновити замок. На жаль, в 19 столітті замок перестав бути цінним військовим укріпленням, тому з часом споруду практично повністю розібрали на будматеріали. До наших днів збереглися тільки невеликі фрагменти стін і веж.